# Leon-Iosif Grapini
Leon-Iosif Grapini (n. 3 mai 1961, Șanț, județul Bistrița-Năsăud) este poet și prozator român contemporan.

## Biografie
Este fiul lui Gherasim Grapini și al Lucianei (n. Șuler). Absolvent al Liceului Militar „Mihai Viteazul” din Alba-Iulia (1980) și al Școlii Militare de Ofițeri Activi „Nicolae Bălcescu” din Sibiu (1983). Licențiat al Facultății de Geografie a Universității „Babeș-Bolyai” din Cluj-Napoca (2001). Ca ofițer de carieră, a lucrat în garnizoanele Bistrița și Cluj-Napoca. Din 1997 și până în 2008 a fost redactor, secretar de redacție și redactor-șef la ziarul „Orizont militar” (fost „Scutul patriei”). Actualmente este colonel în rezervă. 
În aprilie 2018, a primit Diploma de excelență pentru întreaga activitate de promovare culturală și de păstrare a tradițiilor, acordată de Primăria și Consiliul local al comunei Șanț, Bistrița-Năsăud. În septembrie 2018, i s-a acordat titlul de Cetățean de onoare al comunei Șanț. 
Debut absolut cu poezie în revista „Inimi sub drapel” a Liceului Militar „Mihai Viteazul” din Alba-Iulia (1980). 
Debut editorial cu volumul de versuri Livada cu poeme, apărut la Editura ICPIAF din Cluj-Napoca în 1997.
Publică versuri și mai ales proză în revistele „Tribuna”, „Steaua”, „Viața Românească”, „Convorbiri literare”, „Luceafărul”, „Mișcarea literară”, „Neuma”, „Familia”, „Argeș”, „Alternanțe”, „Boema”, „Caligraf”, „Spații culturale”, „Caiete Silvane”, „Vatra”, „Discobolul”, „Verso”, „Pro Saeculum”, „Oglinda literară”, „Egophobia”, „Aurora”, „Viața armatei”, „Virtus Romana Rediviva” etc. 
În prezent este redactor-șef al publicației socio-culturale Izvorul Someșului, editată cu sprijinul Consiliului local al comunei Șanț, județul Bistrița-Năsăud.

## Volume publicate

### Poeme
- Livada cu poeme, Cluj-Napoca, Editura ICPIAF, 1997;
- Aripi de întuneric, București, Editura Didactică și Pedagogică, 1999;
- Gândurile trupuri, Cluj-Napoca, Casa Cărții de Știință, 2000.

### Proză scurtă
- Cetatea cu nebuni, Cluj-Napoca, Casa Cărții de Știință, 2000;
- Capăt de linie, Cluj-Napoca, Editura Eikon, 2012;
- Locul desfătărilor. Povestiri cu tâlc, Editura Școala Ardeleană, Cluj, 2021, ISBN 978-606-797-688-5.

### Romane
- Capătul lumii, Cluj-Napoca, Casa Cărții de Știință, 2004; ediția a II-a, Cluj-Napoca, Editura Dacia XXI, 2011;
- Memorialul Cetății, Cluj-Napoca, Casa Cărții de Știință, 2010;
- Viața, de la capăt, Editura Paralela 45, 2018, ISBN 978-9734727285.

Monografii istorice
- Cartea despre Șanț, Editura Școala Ardeleană, 2022, ISBN 978-606-797-962-6

### Ediții
- A îngrijit și prefațat lucrarea jurnalistică Orizont militar – Secvențe din cotidian, Casa Cărții de Știință, 2008.

## Afilieri
- Membru al Uniunii Scriitorilor din România și al Asociației Societatea Scriitorilor din Bistrița-Năsăud.

## Premii
- Premiul revistei „Steaua”, la cea de-a IV-a ediție a Concursului Național de Creație Literară, Poezie și Eseu „Octavian Goga – Mult-iscusita vremii slovă”, 1998;
- Premiul „George Florin Cozma” al revistei „Viața armatei”, pentru volumul de debut „Livada cu poeme”;
- Premiul Clubului Lions pentru proză, 2005;
- Premiul „Liviu Rebreanu” pentru proză al Uniunii Scriitorilor din România, Filiala Cluj, 2010;
- Premiul „Interart” al Uniunii Scriitorilor din România, Filiala Cluj, 2012;
- Premiul III pentru volumul „Capăt de linie”, la cea de-a XXX-a ediție a Concursului Național de Proză „Liviu Rebreanu”, 2012;
- Premiul „Laureat al Zilelor prozei” pentru volumul „Viața, de la capăt”, al Uniunii Scriitorilor din România, Filiala Cluj, 2019.

## Volume colective
- Poeți clujeni contemporani,  Editura „Ana”, Cluj-Napoca,  1997;
- Poezia părinților noștri, Editura „Renașterea”, Cluj-Napoca, 2002;
- Vise îmbobocite, Alba-Iulia, 1999;
- Patruzeci. Poeți bistrițeni contemporani, Editura  „Aletheia”, Bistrița, 2001;
- Trestie și plumb, Flavia Teoc, Editura „Limes”, 2001;
- Lumea fără mine, antologie bilingvă (română/maghiară), Editura „Tinivar”, 2007;
- Coperta a patra, Ioan-Pavel Azap, Editura „Dacia”,2010 ;
- Varză à la Cluj, Bucate felurite de scriitori povestite, Editura „Casa Cărții de Știință”, 2010;
- Clujul din povești, Editura „Casa Cărții de Știință”, 2011;
- Antologia prozei scurte transilvane actuale, Ovidiu Pecican, Editura „Limes”, 2011;
- Versuri pentru templul său, Editura „Casa Cărții de Știință”, 2011;
- Comuna Telciu în preajma Centenarului Marii Uniri, Editura „Mega”, 2017;
- 1312 sirene. Proză românească din deceniul doi, Horia Gârbea, Editura Neuma, 2017;
- 1918 Ce ar fi fost dacă…? Istorii contrafactuale, Antologie de proză coordonată de Horia Gârbea, Editura Neuma, 2018;
- Cartea cuvintelor-madlenă, O antologie gândită de Irina Petraș, Editura Școala Ardeleană, 2020.